# Сен-Медар (Шаранта)
Сен-Меда́р (фр. Saint-Médard) — коммуна во Франции, находится в регионе Пуату — Шаранта. Департамент — Шаранта. Входит в состав кантона Барбезьё-Сент-Илер. Округ коммуны — Коньяк.
Код INSEE коммуны — 16338.
Коммуна расположена приблизительно в 420 км к юго-западу от Парижа, в 125 км южнее Пуатье, в 28 км к юго-западу от Ангулема.

## Население
Население коммуны на 2008 год составляло 261 человек.
| 1962 | 1968 | 1975 | 1982 | 1990 | 1999 | 2008 |
| ---- | ---- | ---- | ---- | ---- | ---- | ---- |
| 286  | 264  | 237  | 257  | 257  | 271  | 261  |

## Экономика
В 2007 году среди 158 человек в трудоспособном возрасте (15—64 лет) 117 были экономически активными, 41 — неактивными (показатель активности — 74,1 %, в 1999 году было 76,6 %). Из 117 активных работали 102 человека (58 мужчин и 44 женщины), безработных было 15 (7 мужчин и 8 женщин). Среди 41 неактивных 15 человек были учениками или студентами, 15 — пенсионерами, 11 были неактивными по другим причинам.

## Фотогалерея

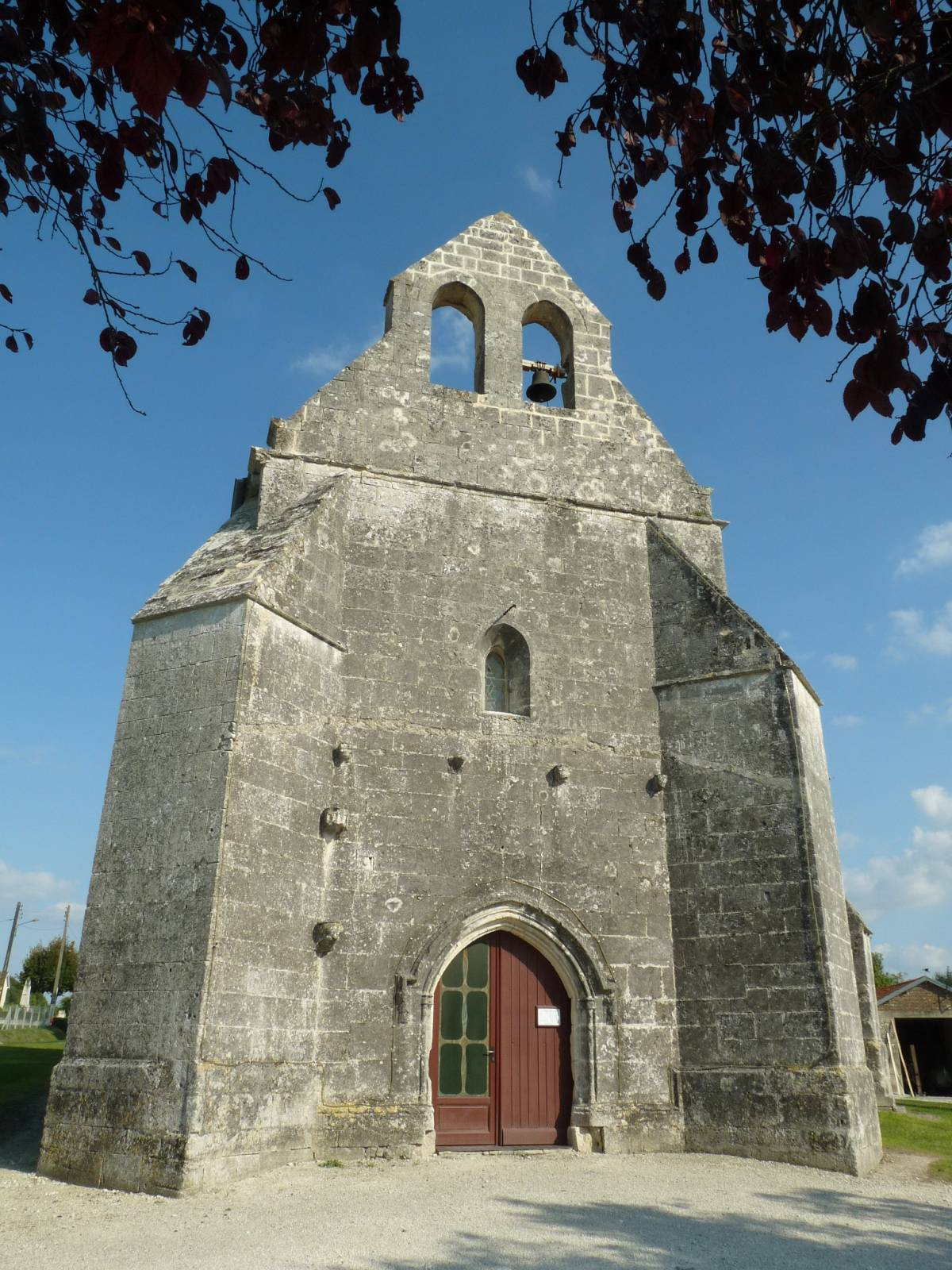
Приходская церковь Сен-Медар
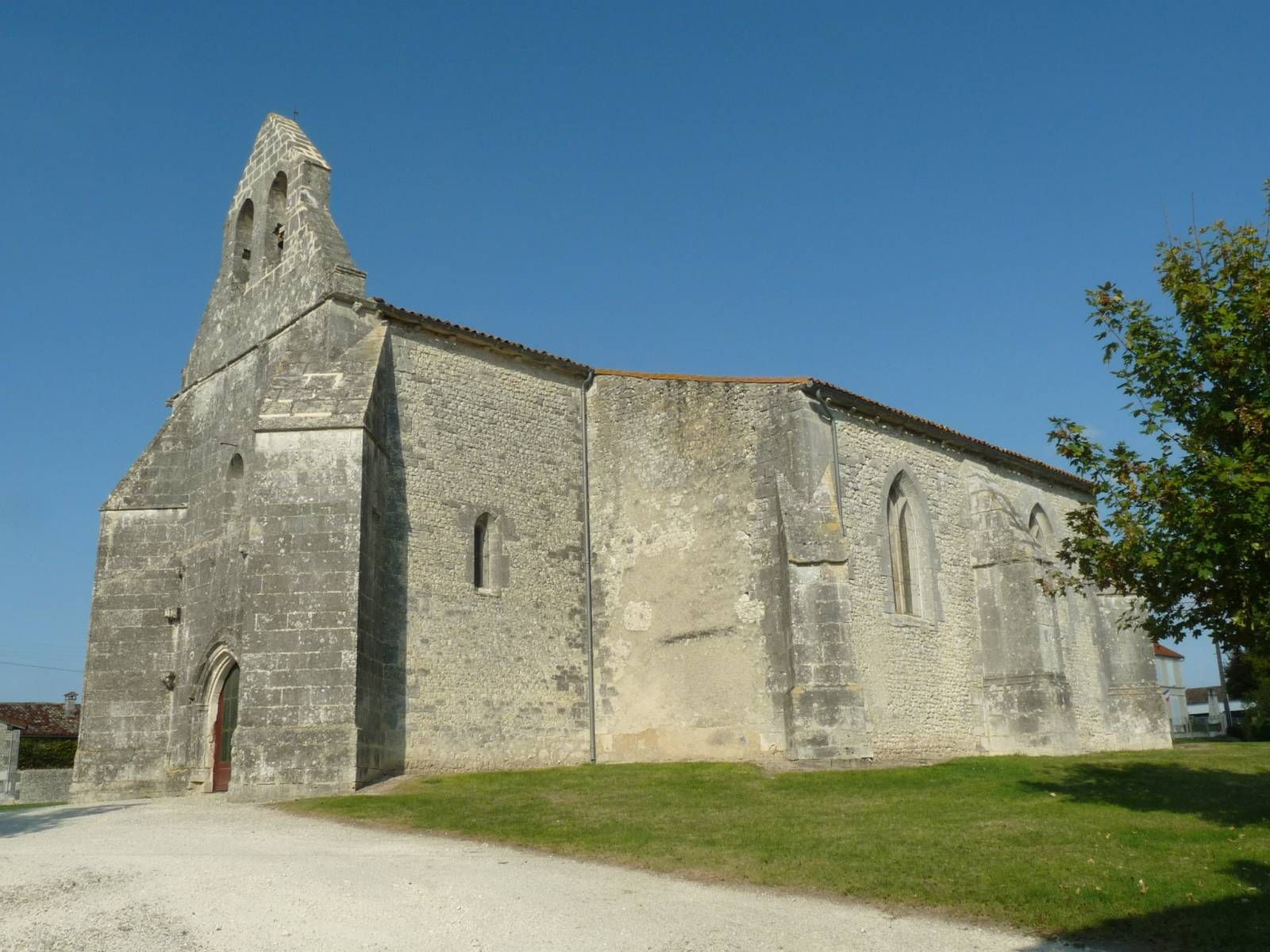
Приходская церковь Сен-Медар
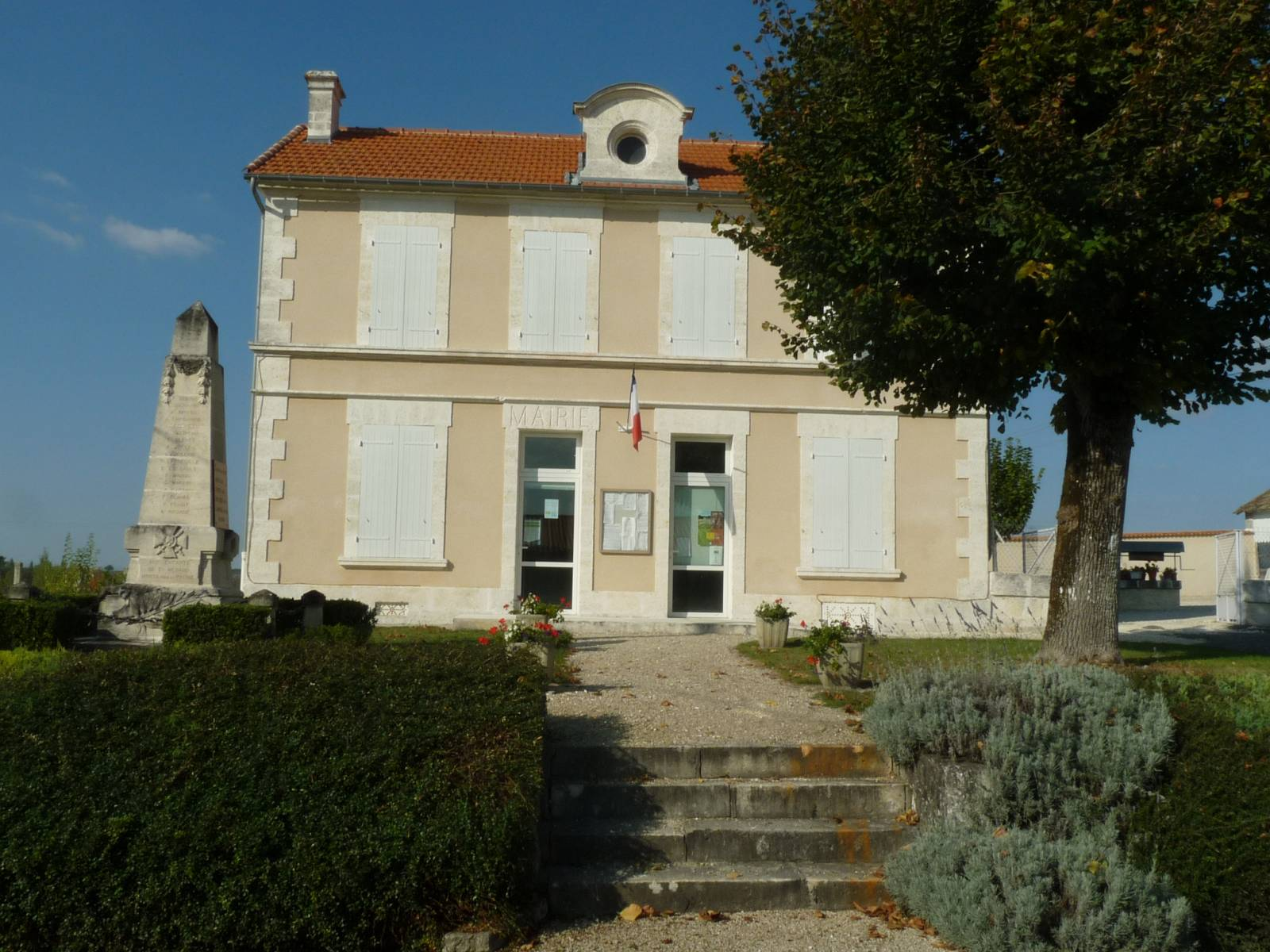
Мэрия
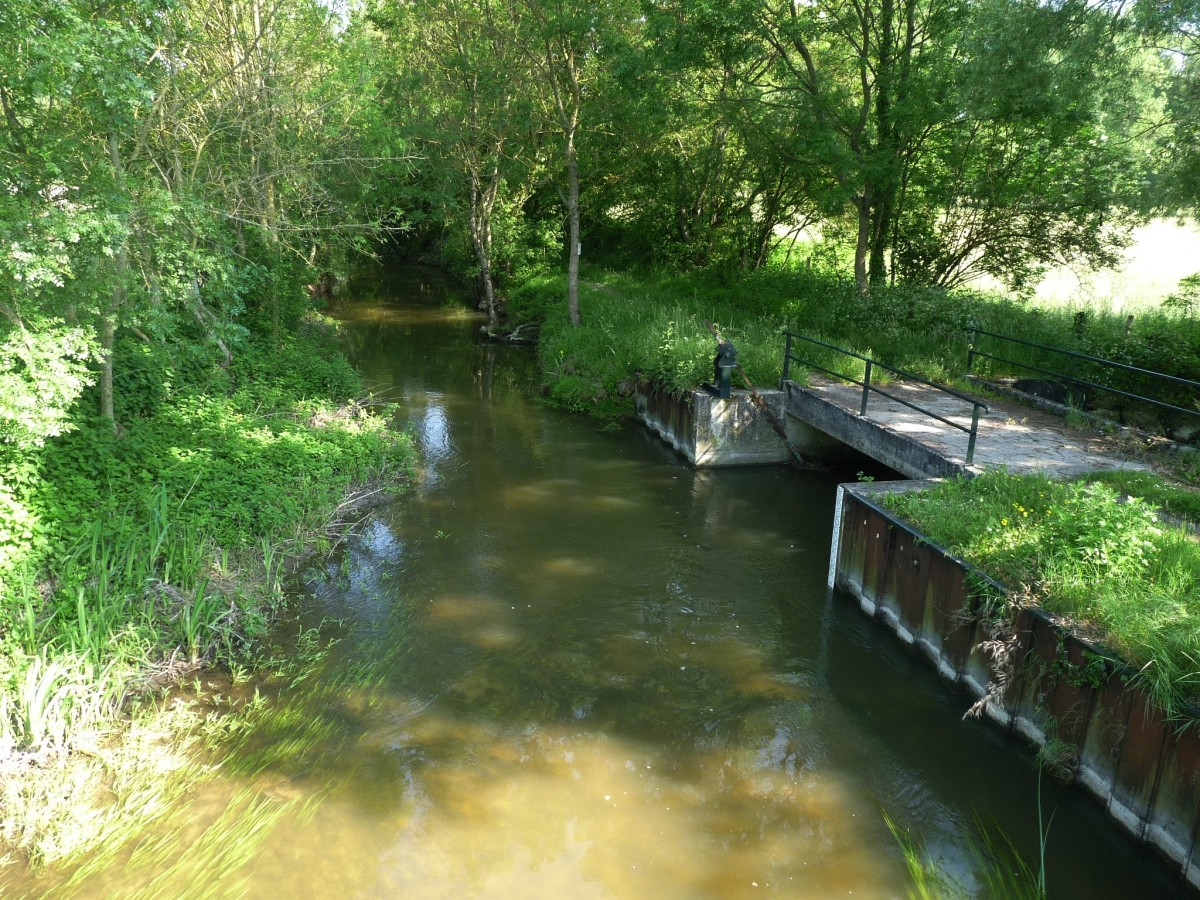
Река Бо[фр.]